# Юніверсіті-Плейс (Вашингтон)
Юніверсіті-Плейс (англ. University Place) — місто (англ. city) в США, в окрузі Пірс штату Вашингтон. Населення — 34 866 осіб (2020).

## Географія
Юніверсіті-Плейс розташоване за координатами 47°12′55″ пн. ш. 122°32′48″ зх. д. / 47.21528° пн. ш. 122.54667° зх. д. (47.215326, -122.546731).  За даними Бюро перепису населення США в 2010 році місто мало площу 22,18 км², з яких 21,81 км² — суходіл та 0,36 км² — водойми.

## Демографія
Згідно з переписом 2010 року, у місті мешкали 31 144 особи в 12 819 домогосподарствах у складі 8476 родин. Густота населення становила 1404 особи/км².  Було 13573 помешкання (612/км²).
Расовий склад населення:
| - 71,0 % — білих - 9,0 % — азіатів - 8,5 % — чорних або афроамериканців - 0,8 % — вихідців з тихоокеанських островів - 0,8 % — корінних американців - 1,7 % — осіб інших рас |

До двох чи більше рас належало 8,2 %. Частка іспаномовних становила 6,7 % від усіх жителів.
За віковим діапазоном населення розподілялося таким чином: 23,6 % — особи молодші 18 років, 62,3 % — особи у віці 18—64 років, 14,1 % — особи у віці 65 років та старші. Медіана віку мешканця становила 39,4 року. На 100 осіб жіночої статі у місті припадало 88,6 чоловіків;  на 100 жінок у віці від 18 років та старших — 84,3 чоловіків також старших 18 років.
Середній дохід на одне домашнє господарство  становив 76 868 доларів США (медіана — 58 139), а середній дохід на одну сім'ю — 91 859 доларів (медіана — 77 300). Медіана доходів становила 60 122 долари для чоловіків та 46 693 долари для жінок. За межею бідності перебувало 11,6 % осіб, у тому числі 16,7 % дітей у віці до 18 років та 5,3 % осіб у віці 65 років та старших.
Цивільне працевлаштоване населення становило 14 491 осіб. Основні галузі зайнятості: освіта, охорона здоров'я та соціальна допомога — 30,3 %, роздрібна торгівля — 12,7 %, науковці, спеціалісти, менеджери — 8,4 %, мистецтво, розваги та відпочинок — 8,4 %.